# Chrysopetalum debile
Chrysopetalum debile är en ringmaskart som först beskrevs av Grube 1855.  Chrysopetalum debile ingår i släktet Chrysopetalum och familjen Chrysopetalidae. Arten har ej påträffats i Sverige. Inga underarter finns listade i Catalogue of Life.